# Annika (televizijska serija)
Annika je škotska kriminalistička serija s dozom crnog humora, temeljena prema radio drami Annika Stranded na radiopostaji BBC Radio 4. Premijerno je prikazana 17. kolovoza 2021. Autor radio drame i serije je Nick Walker. U Hrvatskoj serije se premijerno prikazuje na Drugom programu HRT-a od 16. srpnja 2024.

## Radnja
Serija prati inspektoricu Anniku Strandhed koja se vraća u Glasgow kako bi vodila Odjel za pomorska ubojstva. Annika rješava zagonetne zločine na škotskim obalama, dok se suočava s izazovima vođenja tima i odgajanja svoje pametne, ali komplicirane tinejdžerke Morgan. "Razbijajući" četvrti zid direktno se obraća gledateljima, dijeleći zapažanja o slučajevima i svom životu. Annika koristi instinkt i znanje iz povijesti i književnosti kako bi riješila slučajeve, što njen tim ne prihvaća uvijek, ali se često pokaže ključnim.

## Glumačka postava
- Nicola Walker kao Annika Strandhed, kriminalistička inspektorica
- Jamie Sives kao Michael McAndrews, kriminalistički narednik, Annikin zamjenik
- Katie Leung kao Blair Ferguson, kriminalistička službenica, istražiteljica za tehničke poslove i analizu podataka.
- Ukweli Roach kao Tyrone Clarke (Sezone 1-2), kriminalistički narednik bivši član odjela
- Varada Sethu kao Harper Weston (Sezona 2), kriminalistička službenica, posljednji član jedinica.
- Kate Dickie kao Diane Oban, glavni inspektor kriminalističke policije, Annikina šefica
- Silvie Furneaux kao Morgan, Annikina kćer tinejdžerica.
- Paul McGann kao Jake Strathearn, dječji terapeut i Annikin partner.

## Pregled serije
Serija se premijerno prikazivala na plaćenom kanalu Alibi od 17. kolovoza, dok na BBC One od 20. svibnja 2023. U Hrvatskoj serija se premijeno prikazuje od 16. kolovoza 2024. na Drugom programu HRT-a u sklopu "Krimi petka".
Druga sezona počela se emitirati na Alibi od 9. kolovoza 2023.
Serija bi se trebala vratiti 2025. godine.
| Sezona | Sezona | Epizoda | Britansko prikazivanje | Britansko prikazivanje | Hrvatsko prikazivanje | Hrvatsko prikazivanje |
| Sezona | Sezona | Epizoda | Premijera              | Finale                 | Premijera             | Finale                |
| ------ | ------ | ------- | ---------------------- | ---------------------- | --------------------- | --------------------- |
|        | 1.     | 6       | 17. kolovoza 2021.     | 21. rujna 2021.        | 16. kolovoza 2024.    | 20. rujna 2024.       |
|        | 2.     | 6       | 9. kolovoza 2023.      | 14. rujna 2023.        | Još nije najavljeno   | Još nije najavljeno   |

## Produkcija
Originalna radijska serija, Annika Stranded, koju je također napisao Nick Walker i u kojoj glumi Nicola Walker, smještena je u Oslu. Radnja u televizijskoj seriji premještena je u Glasgow, zadržavajući norveške teme.
Snimanje serije započelo je 14. prosinca 2020. a završilo 2. travnja 2021. Snimanje se odvijalo prvenstveno u Glasgowu, na rijeci Clyde, kao i u gradovima u Argyllu. Beacon Arts Centre, Greenock, služio je kao baza jedinice za pomorska ubojstva, a dom kriminalističke inspektorice Annike nalazio se na obalama Loch Lomonda.

### Glazba
Tematsku glazbu "Bringing Murder to the Land" napisali su Anton Newcombe i Dot Allison.

## Vanjske poveznice
Annika u internetskoj bazi filmova IMDb-a